# OpenShift
Chronologie des versions
4.10 4.12
OpenShift est un service de plate-forme en tant que service de la société Red Hat qui permet de déployer des projets dans des containers. Pour ce faire, OpenShift utilise les technologies Docker et Kubernetes.
Le logiciel OKD est libre , qui est son projet amont (anciennement OpenShift Origin). 
Une version appelée "Red Hat OpenShift Container Platform" est proposée pour l'hébergement en site propre ou en cloud computing.
OpenShift supporte également des applications web, qui elles-mêmes sont supportées par Red Hat Enterprise Linux.

## Avantages
OpenShift propose également des objets de configuration poussés comme :
- Construire des images
- Intégrer un registre privé paramétrable pour séparer les images par projet
- Proposer une interface utilisable par un « non-administrateur »
- Proposer des routeurs vers les applications
- Gérer les droits, restriction, authentification, etc…[4]

En termes de Productivité :
- Capacité à provisionner des environnements logiciels rapidement
- Fourniture d’un catalogue d’images prêt à l’emploi
- Déploiement rapide des solutions en production

En termes de Simplicité :
- Déploiement aisé dans le Cloud ou On-premise (ou les deux en parallèle)
- Administration et supervision simplifiée, complète et riche
- Liberté contrôlée pour les développements et les Ops

En termes d'Évolutivité :
- Densification des infrastructures avec une augmentation des applications
- Réactivité face aux pics d’usage (développement/usage des applications)

## Langages supportés
- Haskell
- Java
- JavaScript
- .NET
- Perl
- PHP
- Python
- Ruby

## Bases de données supportées
- Microsoft SQL Server
- MongoDB
- MySQL
- PostgreSQL
- Redis
- Couchbase